# إيلتا سانومات
إيلتا سانومات (Ilta-Sanomat) واحدة من أبرز صحيفتي تابلويد يوميتين في فنلندا و ثانية صحف البلاد من حيث المبيع . نظيرتها وأكبر منافسيها هي صحيفة إيلتالهتي .
تصدر منذ عام 1932 في العاصمة هلسنكي ، و تملكها مجموعة سانوما الإعلامية.